# Нежелев, Анатолий Геннадьевич
Анато́лий Генна́дьевич Не́желев (25 мая 1985, Ашхабад, Туркменская ССР, СССР) — российский футболист, полузащитник.

## Карьера
В 2003—2005 годах играл в дубле ярославского «Шинника» (57 игр, 3 гола), в 2005 провёл 4 матча за главную команду в премьер-лиге. Во второй половине 2007 выступал за латвийский ФК «Юрмала» в высшей лиге страны. Во втором дивизионе России выступал за «Спартак» Кострома, «Ротор» Волгоград, «Авангард» Курск, в первом — за «Салют-Энергию» Белгород и «Химки». Победитель зоны «Центр» второго дивизиона 2009 в составе «Авангарда». В 2010 году снова вернулся в «Шинник», подписав контракт на 2,5 года. После окончания соглашения подписал контракт на два года с воронежским «Факелом». В июне 2016 года подписал контракт с ФК «Олимпиец».

## Личная жизнь
Родился в Ашхабаде, спустя некоторое время его семья переехала в Россию, в город Муром (является воспитанником местного футбола).
Старший брат Дмитрий — также футболист.